# Abreakce
Abreakce (pojem zavedl J. Breuer a Sigmund Freud v psychoanalýze) je specifická forma odreagování. Jde o odreagování potlačených afektů (úzkosti), které vedly k neuróze, pomocí znovuprožití patogenních emočních zážitků; cílem je uvolnění emočního napětí. V minulosti to byla hlavní část tzv. katartické metody.